# UFC 220
UFC 220: Miocic vs. Ngannou fue un evento de artes marciales mixtas organizado por Ultimate Fighting Championship que se llevó a cabo el 20 de enero de 2018 en el TD Garden en Boston, Massachusetts.

## Historia
Se espera que el evento estelar de la noche sea un combate por el Campeonato de Peso Pesado de UFC entre Stipe Miocic y Francis Ngannou.
El evento coestelar contará con el combate por el Campeonato de Peso Semipesado de UFC entre Daniel Cormier y Volkan Oezdemir.
Una pelea de peso wélter entre Abdul Razak Alhassan y Sabah Homasi fue programada originalmente para UFC 219, pero luego cambió a este evento. El primer combate tuvo lugar previamente en UFC 218, cuando Alhassan ganó a través de un controvertido TKO.
Se esperaba que Jamie Moyle se enfrentara a Maryna Moroz en el evento. Sin embargo, Moyle se retiró de la pelea durante la semana previa al evento citando una lesión no revelada. A su vez, los funcionarios de la Promoción indicaron que Moroz sería reprogramado para un evento futuro.

## Premios extra
Cada peleador recibirá un bono de $50,000.
- Pelea de la Noche: Calvin Kattar vs. Shane Burgos
- Actuación de la Noche: Daniel Cormier y Abdul Razak Alhassan